# Fritz Mohr (Schauspieler)
 Robert Fritz Bernhard Mohr  (* 3. Juni 1919 in Schnarsleben; † 18. Februar 1992 in Berlin) war ein deutscher Schauspieler.

## Leben
Fritz Mohr besuchte 1946 bis 1947 das Schauspielstudio der Städtischen Bühnen Magdeburg. Hier erhielt er auch bis 1948 sein erstes festes Engagement an einem Theater. Anschließend war er vor allen Dingen als freischaffender Künstler beim Rundfunk, Film und Fernsehen tätig.

## Filmografie
- 1958: Sie kannten sich alle
- 1958: Das Lied der Matrosen
- 1960: Fernsehpitaval: Der Fall Haarmann (Fernsehreihe)
- 1961: Das Kleid
- 1962: Fernsehpitaval: Auf der Flucht erschossen
- 1962: Blaulicht: Das Gitter (Fernsehreihe)
- 1964: Das Lied vom Trompeter
- 1965: Der Reserveheld
- 1965: Die antike Münze
- 1966: Spur der Steine
- 1967: Die gefrorenen Blitze
- 1968: Ich war neunzehn
- 1968: Spur des Falken
- 1968: Abschied
- 1969: Weite Straßen – stille Liebe
- 1970: Im Spannungsfeld
- 1970: Signale – Ein Weltraumabenteuer
- 1971: Osceola
- 1973: Polizeiruf 110: Nachttresor (Fernsehreihe)
- 1973: Apachen
- 1974: Ulzana
- 1974: Kit & Co
- 1975: Kriminalfälle ohne Beispiel: Mord im Märkischen Viertel (Fernsehreihe)

## Hörspiele
- 1960: Anna Schlotterbeck/Friedrich Schlotterbeck: An der Fernverkehrsstraße 106 (Diener Paul) – Regie: Theodor Popp (Hörspiel – Rundfunk der DDR)
- 1961: Joachim Witte: Stunde der Angst – Regie: Joachim Witte (Hörspiel – Rundfunk der DDR)
- 1964: Ivan Cankar: Die Geschichte des Simen Hungerleider – Regie: Renate Thormelen  (Hörspiel – Rundfunk der DDR)
- 1970: Werner Heiduczek: Die Brüder – Regie: Fritz Göhler (Hörspiel – Rundfunk der DDR)
- 1970: Armand Lanoux: Der Hüter der Bienen – Regie: Fritz Göhler (Hörspiel – Rundfunk der DDR)
- 1971: Horst Buerschaper: Ilmenau und zurück (Bahnhofsaufsicht) – Regie: Joachim Gürtner (Hörspielreihe: Neumann, zweimal klingeln – Rundfunk der DDR)
- 1971: Friedhold Bauer: Nächtliches Stelldichein – Regie: Hannelore Solter (Hörspiel – Kurzhörspiel – Rundfunk der DDR)
- 1973: Gerhard Jäckel: Ein klein Paris…  (Ober) – Regie: Joachim Gürtner (Hörspielreihe: Neumann, zweimal klingeln – Rundfunk der DDR)
- 1974: Helga Schütz: Le rossignol heißt Nachtigall (Dupont) – Regie: Werner Grunow (Hörspiel – Rundfunk der DDR)
- 1975: Eric Zamis: Ballade vom kleinen Mädchen (2. Deutscher) – Regie: Albrecht Surkau (Kinderhörspiel – Rundfunk der DDR)
- 1975: Hans-Ulrich Lüdemann: Tausche Vorbild gegen Freund (Autofahrer) – Regie: Christa Kowalski (Kinderhörspiel – Rundfunk der DDR)
- 1976: Uwe Saeger: Besuch beim lieben Gott – Regie: Horst Liepach (Hörspiel – Rundfunk der DDR)
- 1976: Ulrich Waldner: Der Autofahrer (2. Stimme) – Regie: Joachim Witte (Hörspielreihe: Neumann, zweimal klingeln – Rundfunk der DDR)
- 1977: Barbara Neuhaus: Die arme Traudel  (Stimme) – Regie: Joachim Gürtner (Hörspielreihe: Neumann, zweimal klingeln – Rundfunk der DDR)
- 1978: Roland Neumann: Lügner gesucht – Regie: Horst Liepach (Hörspiel – Rundfunk der DDR)
- 1979: Gerd-Peter Eigner: Kastration mehr oder weniger sanft (5. Sprecher) – Regie: Peter Groeger (Hörspiel – Rundfunk der DDR)
- 1979: Rudolf Bartsch: Das andere Ich  (Sonntag) – Regie: Joachim Gürtner (Hörspielreihe: Neumann, zweimal klingeln – Rundfunk der DDR)
- 1980: Helga Schütz: Jette im Schloß (Vater) – Regie: Fritz Göhler (Hörspiel – Rundfunk der DDR)
- 1980: Thoma Clausen: Jonas und der Pantoffelkater – Regie: Maritta Hübner (Kinderhörspiel – Rundfunk der DDR)